# Палеотропическое флористическое царство
Палеотропическое флористическое царство (от др.-греч. παλαιός — древний и тропики) — одно из флористических царств суши земного шара. Занимает второе место по площади и первое — по богатству и разнообразию видов, среди остальных царств.

## Характеристика
Палеотропическое царство занимает Африку к югу от тропика Рака (за исключением небольшой юго-западной части, принадлежащей к Капской области), юго-западную часть Аравии, Индостан, южные части Китая, Филиппины, Малайский архипелаг, Новая Гвинея, Новая Зеландия и острова Тихого океана. В Тихом океане северная граница проходит от острова Тайвань и до Гавайских островов, южная граница охватывает  Чатам и Новую Зеландию и проходит по Проливу Торесса, исключая Австралию. В Атлантическом океане к данной относятся остров Святой Елены и остров Вознесения.

## Разделение на подцарства
Общепринятого подразделения царства на подобласти нет. Одни условно делят его на два подцарства — Малезию (Юго-Восточная Азии, Малайский архипелаг, острова Тихого океана) и Индо-Африку (тропическая Африка, тропическая область Юго-Западной Азии, Индостан); другие — на 10—15 подобластей, различных по протяжённости, площади и степени самобытности флоры.
Основные подразделения палеотропического царства характеризуются развитием влажно-лесных саванновых и листопадно-лесных растительных комплексов.
С точки зрения характера флоры, палеотропическое царство можно подразделить на следующие области:

### Африканское подцарство
Сравнительно небогатая флора, с примерно 30000 видами, является результатом засушливого климата Африки.
- Область афро-азиатских пустынь Отличается бедным видовым составом растительности. Здесь насчитывается всего около 2200 видов растений, 300 из которых встречается Сахаре.
- Сенегальско-Суданская область Видовой состав не отличается разнообразием, включает в себя около 300 видов растений.
- Область восточно-африканских возвышенностей. Наряду с тропическими семействами имеются семейства из средиземноморской области. Много видов из так называемой афро-альпийской горной растительности, встречаются виды, относящиеся к голарктическому растительному царству.
- Западно-африканская область Характеризуется самой богатой африканской флорой. Также тут встречаются растения из неотропического царства — семейство Caricaceae, пальмы Elaeis.
- Африканская юго-восточная
- Южно-африканская область. В данном регионе растёт флора, оставшаяся с мезозойской эры и сохранившаяся в единственном виде, представленном вельвичией удивительной (Welwitschia mirabilis). Широко представлены семейства южных растений (Аизооновые и Толстянковые), акация (Acacia), молочай (Euphorbia), вереск (Erica) и другие.
- Область островов Вознесения и Святой Елены отличается бедной растительностью. Первоначальная флора области была уничтожена, в результате чего здесь присутствует только 39 видов растений (сто лет назад их было ещё 79). В настоящее время флору этой области, состоящую из около 500 видов, составляют растения, интродуцированные из Европы.

### Мадагаскарское подцарство
- Мадагаскарская область. 77 % видов растений региона являются эндемиками.

### Индо-малезийское подцарство
Самый богатый по растительности регион, характеризующийся самым большим в мире скоплением растений.
- Индийская область Флора области состоит из примерно 21 000 видов.
- Юго-восточная азиатская область Отличается очень богатой растительностью — 28 000 видов. В горах встречаются растения голарктического царства: сосновые (Pinaceae), ореховые (Juglandeceae), буковые (Fagaceae), ивовые (Salicaceae), яворовые (Асегасеае). Также здесь встречаются растения из южного полушария: Podocarpaceae, араукариевые (Araucariaceae) и Restionaceae.
- Индо-малайская область Относится к самым богатым по растительности областям в мире — примерно 35 000 видов, на острове Борнео 12 000 видов растений, на Филиппинах — 10 000.

Именно в данной области сконцентрировано максимальное количество семейств — примерно 220. В данной области имеется самое большое скопление папоротников. С юга имеет место проникновение видов, характерных для австралийской флоры: эвкалиптовые (Eucaliptus), Araucariaceae, ревеневые (Casuarinaceae)
- Область Новой Гвинеи

### Полинезийское подцарство
- Гавайская область 92 % растений этой области — эндемики
- Полинезийская область
- Меланезийско-микронезийская область

### Новокаледонское подцарство
- Новокаледонская область. Около 3000 видов, из которых 91 % составляют эндемики. Здесь отмечается наиболее ярко выраженное явление эндемизма в мире.

## Видовой состав
Флора богата и сильно дифференцирована, что обусловлено значительной островным характером и расчленённостью суши, широким диапазоном климатических условий, различной историей отдельных участков области, их формирования и взаимосвязей.
В составе флоры ведущие места принадлежат преимущественно пантропические семейства — широко распространены пальмы, тутовые, молочайные, мареновые, мимозовые, цезальпиниевые, миртовые, меластомовые, акантовые, ароидные, страстоцветные никтагиновые, миртовые, паслёновые, банановые. Большинство из них представлены специфическими родами и группами. Широко представлены в видовом отношении семейства: злаковые, осоковые, бамбуковые, мотыльковые, сложноцветные, орхидные.
В отличие от других областей, пальмы не принимают заметного участия в образовании тропических лесов.
Меньшую, но существенную роль в сложении флоры играют эндемичные семейства.
Для данной области характерен целый ряд эндемичных семейств. Особенно высокий уровень эндемизма отмечается в островных, сильно изолированных подобластях, таких, как Гавайская, Новокаледонская, Мадагаскарская. К таким семействам относятся, например, двукрылоплодные (Dipterocarpaceae), представленные крупными деревьями. Пандановые (Pandanaceae), растущие по берегам моря, в мангровых болотах и в устьях рек, выходящие за пределы области в Северную Австралию. Раффлезиевые (Rafflesiaceae), встречающиеся на Больших Зондских островах и на Филиппинах, представленные паразитами, живущими исключительно за счёт деревьев леса. Непентесовые (Nepenthaceae), которые включают в себя травянистые, частично эпифитные, лиановые растения а также насекомоядные растения, на западе распространёны не далее Мадагаскара — многие виды имеют кувшинчики, служащие для ловли насекомых. Семейство Апоногетоновые, представители которого являются подводными растениями с листьями, у которых имеется лишь тонкая сеть жилок, а мякоть листьев отсутствует.
Из эндемичных родов также следует отметить ротанговые пальмы-лианы (Calamus), достигающие длины до 400 м, пальмы-кариота (Caryota), арека (Areca), орхидеи рода дендробиум.